# Hermann Krupp

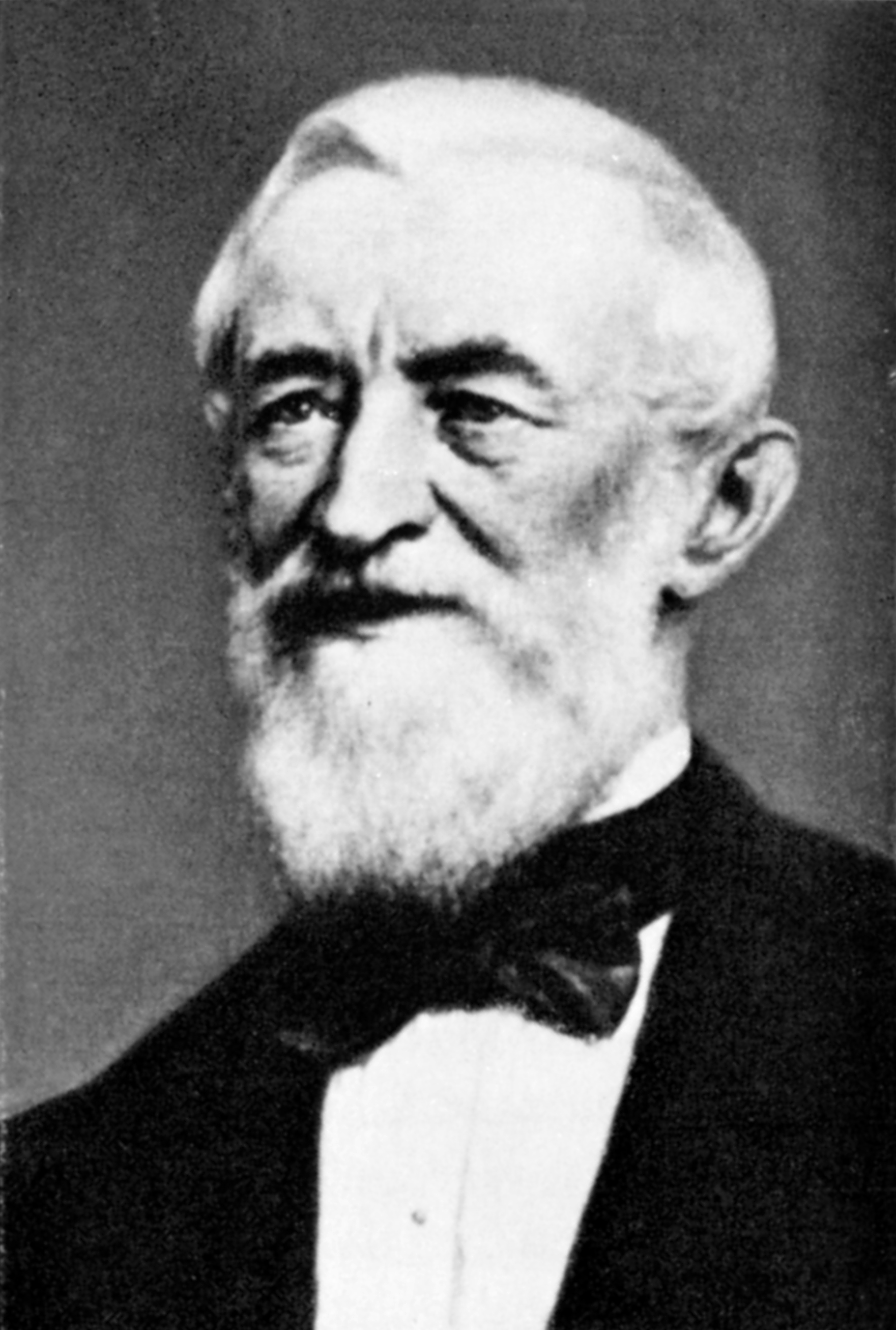
Hermann Krupp (Aufnahme o. J.)

Hermann Krupp (* 15. Februar 1814 in Essen; † 25. Juli 1879 in Berndorf, Niederösterreich) war ein österreichischer Unternehmer aus der Familie Krupp. Er gilt als der Begründer des österreichischen Zweiges der Krupp-Dynastie.

## Leben
Hermann Krupp war der Sohn von Friedrich Krupp und seiner Frau Therese, geb. Wilhelmi, und wurde als deren drittes Kind geboren. Nach der Schulzeit im königlichen Gymnasium am Burgplatz in Essen absolvierte er in Solingen eine Lehre, während seiner freien Zeit arbeitete er aber auch im väterlichen Betrieb. Wie sein älterer Bruder Alfred Krupp wurde er vorzeitig mit 20 Jahren für volljährig erklärt, damit „ihm die Eltern nicht bei seiner persönlichen Entwicklung im Wege stehen“.
Nach der Gründung der Berndorfer Metallwarenfabrik durch den Bruder Alfred wurde er als technischer Leiter in Berndorf eingesetzt. 1847 lernte er Marie Baum kennen, die Tochter des begüterten Daniel Baum, der wie sein Partner Alexander von Schoeller bereits früher ebenso von Hannover nach Wien gekommen war. Noch 1847 heiratete er sie und lebte mit ihr im Sommer in einer Wohnung auf dem Betriebsgelände der Berndorfer Metallwarenfabrik, während die Familie im Winterhalbjahr in Wien in der Wollzeile, vis à vis der Stadtniederlassung der Metallwarenfabrik wohnte. 
Hermann Krupp war evangelisch, seine Frau Marie katholisch. Der konfessionellen Mischehe entsprechend wurden auch die sechs Kinder unterschiedlich getauft, die Söhne evangelisch, die Töchter katholisch.

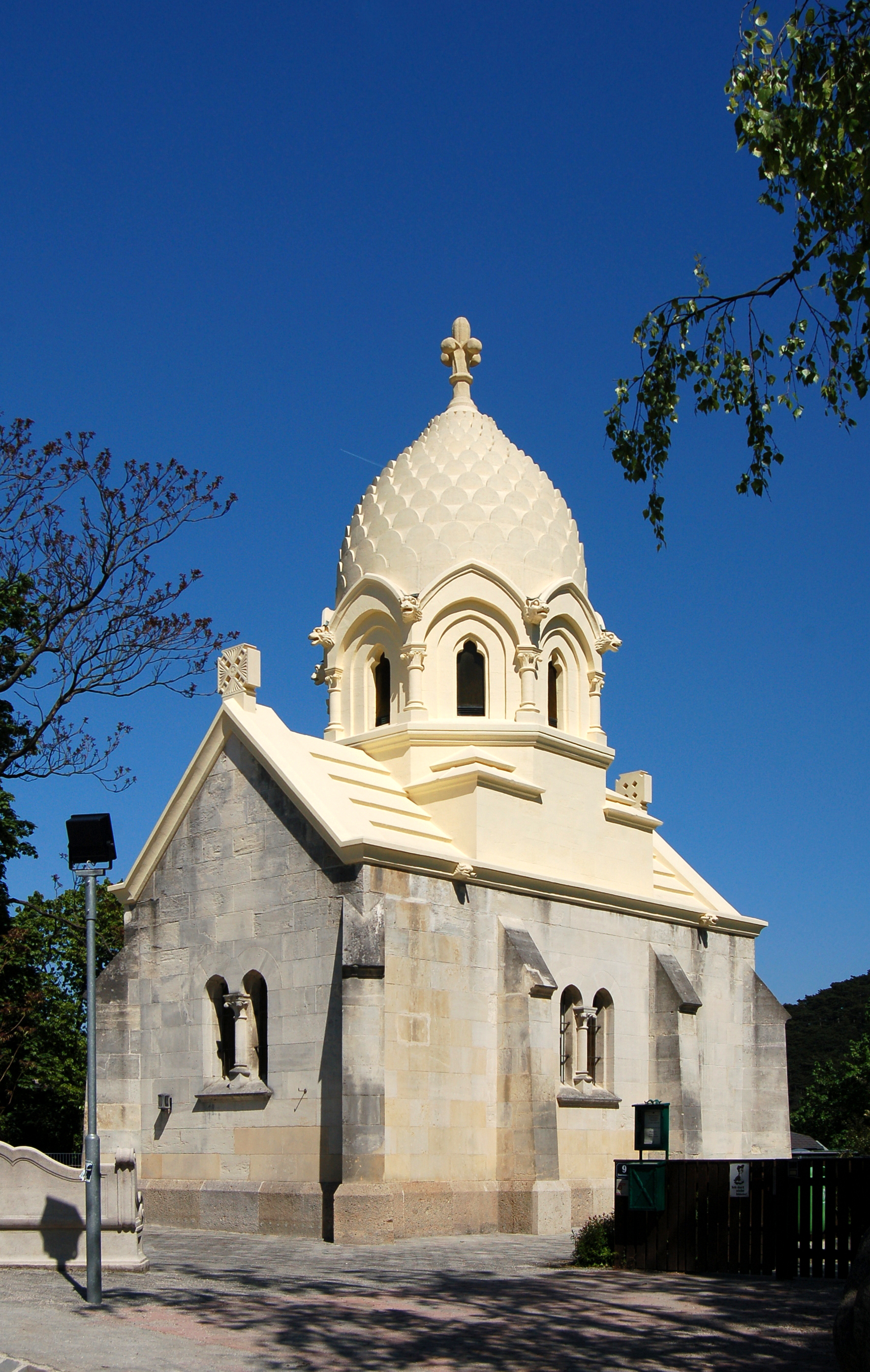
Das Krupp-Mausoleum in Berndorf

Hermann Krupp war sehr engagiert im Beruf und hatte immer ein gutes Verhältnis zu seinen Mitarbeitern, die ebenso loyal zu ihm standen. Daher hatte – im Gegensatz zu den Werken in Essen – die Revolution im Jahr 1848 keine negativen Auswirkungen auf die Berndorfer Fabrik, es kam zu keinen Arbeitsniederlegungen (Streiks). Die Auswirkungen in Essen führten dazu, dass Therese Krupp als Eigentümerin das Werk in Essen an Alfred verkaufte, der sich nun aus dem Berndorfer Unternehmen zurückzog, während Hermann im Gegenzug auf sein Erbteil an den Essener Werken verzichtete.
Obwohl die Brüder Alfred und Hermann sehr unterschiedliche Charaktere waren, hatten sie immer ein gutes familiäres Verhältnis. Die Gewinne in Berndorf erlaubten auch Darlehen an den Bruder in Essen, durch diese Beteiligungen erhoffte Hermann sich einen Wiedereintritt in das Essener Unternehmen. Erst seine Beteiligung am Stahlwerk von Alexander von Schoeller (den heutigen Schoeller-Bleckmann Stahlwerken in Ternitz) trübte das Verhältnis, da Alfred es als Affront empfand, dass sich Hermann an einem konkurrierenden Stahlwerk beteiligte. Diese Beteiligung wurde erst von Hermanns Sohn Arthur im Jahr 1883 von Schoeller zurückgekauft.
Ein weiterer persönlicher Schlag für Hermann Krupp als Deutschen in Österreich war der Ausbruch des Preußisch-Österreichischen Krieges 1866.

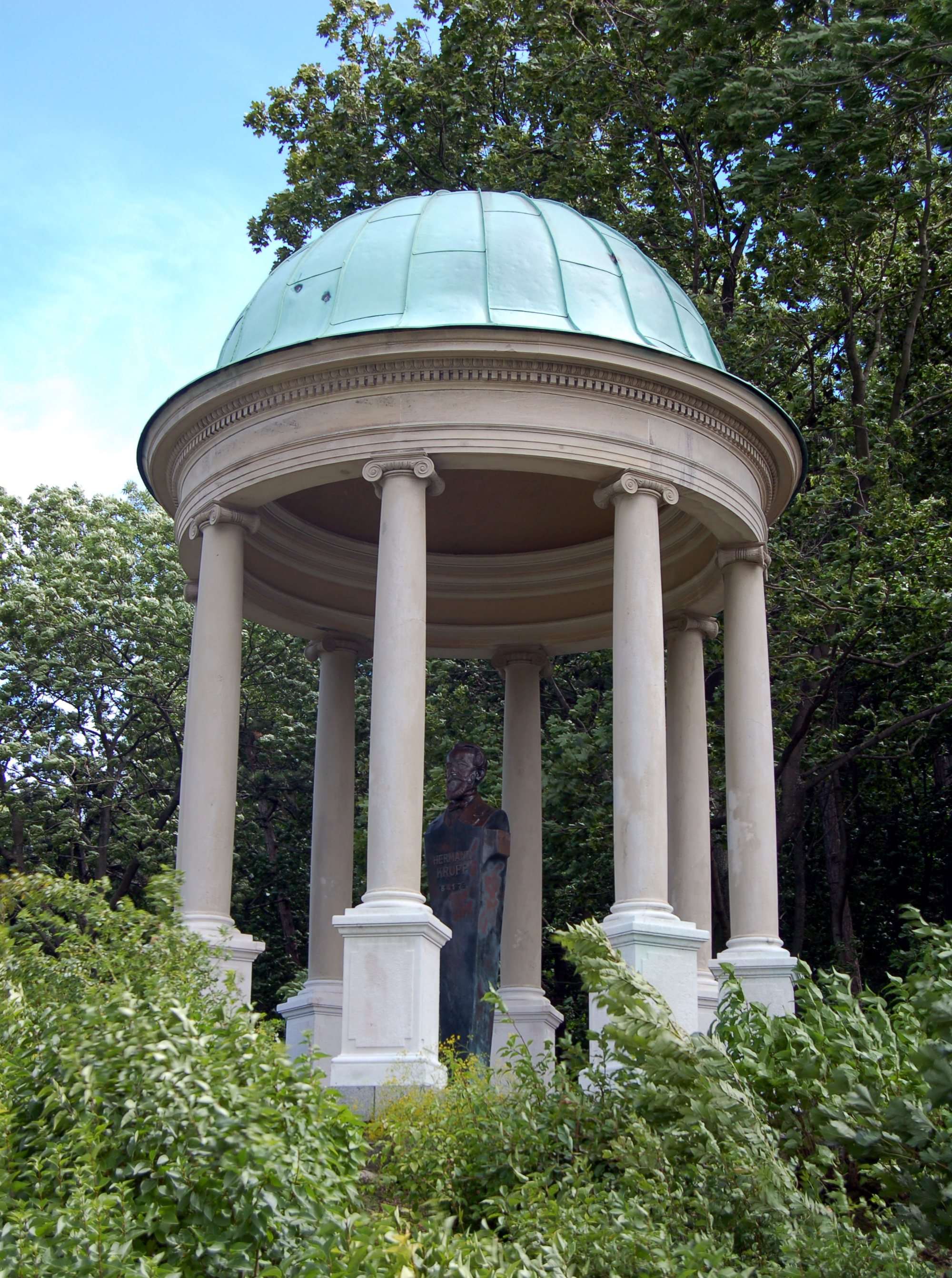
Das Hermann-Krupp-Denkmal am Fuße des Guglzipf

Im Jahr 1876 fuhr Krupp zur Weltausstellung nach Philadelphia und machte außerdem zahlreiche Firmenbesuche in den Vereinigten Staaten um neue Ideen für die Nickel- und Besteckherstellung mit nach Hause zu nehmen.
Nach dieser Reise, die ihn sehr strapazierte, wurde er gesundheitlich zunehmend schwächer und wollte auch „kürzertreten“. Zuerst wollte er seinen Sohn Carl als Nachfolger einsetzen. Nachdem dieser aber nicht seinen Erwartungen entsprach, übergab er das Unternehmen, das für ihn sein Lebenswerk darstellte, an seinen Sohn Arthur. 1879 starb Hermann Krupp überraschend. Er wurde 1884 in einem durch den Architekten Viktor Rumpelmayer errichteten Mausoleum in Berndorf bestattet. 

## Gedenken
1910 ließ Arthur Krupp ein Hermann-Krupp-Denkmal am Fuße des Guglzipfs, des Hausbergs von Berndorf, zu Ehren des Vaters errichten.  Sein Standort wurde so gewählt, dass es dem von 1892 bis 1895 errichteten und nach dem Zweiten Weltkrieg zerstörten Herrenschloß „Am Brand“ jenseits der Triesting gegenüberliegt und sowohl von der Stadt als auch der Fabrik aus gesehen werden kann. Das denkmalgeschützte Ehrenmal besteht aus einem runden, zierlichen ionischen Säulentempel mit acht Säulen aus französischem Sandstein und einer kleinen Kupferkuppel. In seiner Mitte erhebt sich die in Bronze ausgeführte Büste Hermann Krupps, die der Bildhauer Ruß entworfen und der Gussmeister Zehle in der Berndorfer Metallwarenfabrik gegossen hat. Die Steinmetzarbeiten besorgte die k. k. Hof-Steinmetz-Firma Franz Grein aus Graz. Das Denkmal wurde am 25. Juli 1910 feierlich enthüllt.